# 89-й истребительный авиационный полк
89-й истребительный авиационный полк (89-й иап) — воинская часть Военно-воздушных сил (ВВС) Вооружённых Сил РККА, принимавшая участие в боевых действиях Великой Отечественной войны.

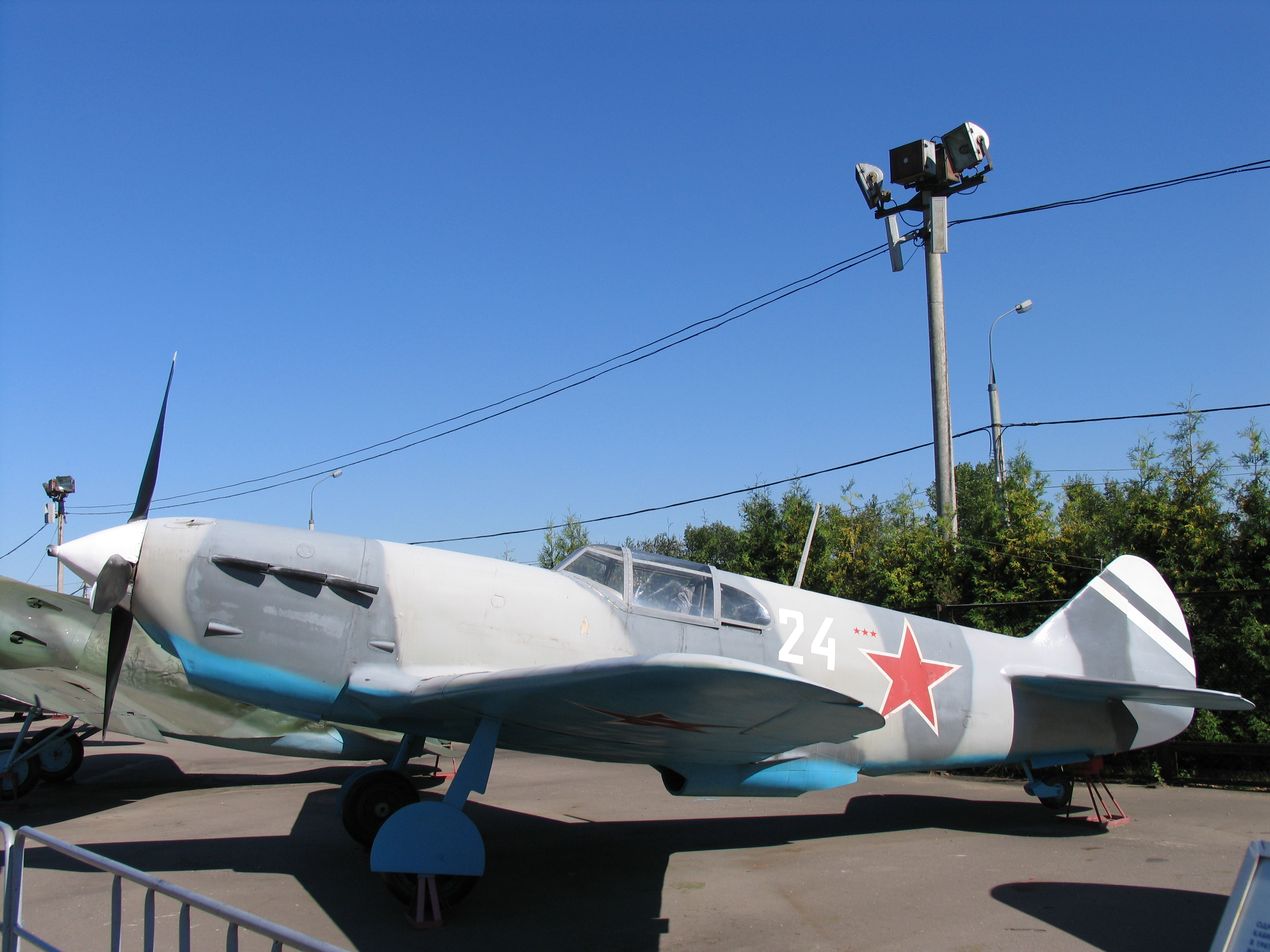
ЛаГГ-3

## Наименования полка
За весь период своего существования полк своё наименование не менял:
- 89-й истребительный авиационный полк

## Создание полка
89-й истребительный авиационный полк начал сформирован 22 марта 1940 года в Киевском Особом военном округе на аэродроме Овруч Житомирской области в составе 4-х эскадрилий на самолётах И-16. Вошёл в состав 35-й истребительной авиабригады ВВС КОВО. Позже перебазирован во Львов и включен в состав 14-й смешанной авиадивизии.
| И-15 бис | И-153 | И-16 |

## Расформирование полка
89-й истребительный авиационный полк 10 сентября 1941 года исключён из действующей армии и расформирован в составе ВВС Юго-Западного фронта.

## В действующей армии
В составе действующей армии:
- с 22 июня 1941 года по 1 сентября 1941 года.

## Командиры полка
- майор Елагин Николай Михайлович[3], 05.1941 — 09.1941 г.

## В составе соединений и объединений
| Период        | Фронт (округ)                 | армия      | дивизия                                 | примечание                                                                         |
| ------------- | ----------------------------- | ---------- | --------------------------------------- | ---------------------------------------------------------------------------------- |
| 22.03.1940 г. | Киевский особый военный округ | ВВС округа | 35-я истребительная авиационная бригада | Овруч, И-16                                                                        |
| 28.06.1940 г. | Южный фронт                   | ВВС фронта | 35-я истребительная авиационная бригада | Освобождение Бессарабии, И-16                                                      |
| 10.07.1940 г. | Киевский особый военный округ | ВВС фронта | 35-я истребительная авиационная бригада | Овруч, И-16                                                                        |
| 01.08.1940 г. | Киевский особый военный округ | ВВС округа | 14-я смешанная авиационная дивизия      | Овруч, И-16                                                                        |
| 01.06.1941 г. | Киевский особый военный округ | ВВС округа | 14-я смешанная авиационная дивизия      | Овруч, И-16, 1-я аэ — ЛаГГ-3                                                       |
| 22.06.1941 г. | Юго-Западный фронт            | ВВС фронта | 14-я смешанная авиационная дивизия      | И-16 и ЛаГГ-3                                                                      |
| 16.07.1941 г. | Юго-Западный фронт            | ВВС фронта | 14-я смешанная авиационная дивизия      | Принял 11 экипажей с самолётами И-153 от 253-го иап, 7 И-16 и 1 МиГ-1 от 46-го иап |
| 17.07.1941 г. | Юго-Западный фронт            | ВВС фронта | 15-я смешанная авиационная дивизия      | И-153, И-16, МиГ-1, ЛаГГ-3                                                         |
| 01.08.1941 г. | Юго-Западный фронт            | ВВС фронта | 15-я смешанная авиационная дивизия      | Боевой работы не вёл, целиком перевооружился на ЛаГГ-3                             |
| 10.08.1941 г. | Юго-Западный фронт            | ВВС фронта | 36-я истребительная авиационная дивизия | ЛаГГ-3                                                                             |
| 09.09.1941 г. | Юго-Западный фронт            | ВВС фронта | 36-я истребительная авиационная дивизия | Последние боевые вылеты полка согласно ЖБД 36-й иад (5 самолёто-вылетов)           |
| 09.09.1941 г. | Юго-Западный фронт            | ВВС фронта | 36-я истребительная авиационная дивизия | расформирован                                                                      |

## Участие в операциях и битвах

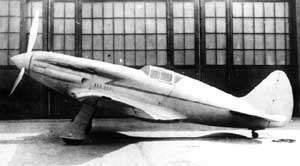
MiG-1

Освобождение Бессарабии (1940)
 Великая Отечественная война (1941—1941):
- Приграничные сражения — с 22 июня 1941 года по 29 июня 1941 года.
- Львовско-Луцкая оборонительная операция — с 27 июня 1941 года по 02 июля 1941 года.
- Уманская оборонительная операция — с 17 июля 1941 года по 1 августа 1941 года.
- Киевская операция — с 17 июля 1941 года по 9 сентября 1941 года.

## Отличившиеся воины
- Рязанов Алексей Константинович, лётчик полка, Указом Президиума Верховного Совета СССР удостоен звания дважды Героя Советского Союза будучи заместителем командира 4-го истребительного авиационного полка 185-й истребительной авиационной дивизии 14-го истребительного авиационного корпуса 15-й воздушной армии 18 августа 1945 года. Золотая Звезда № 2/79
- Новиков, Алексей Иванович, лётчик полка, Указом Президиума Верховного Совета СССР удостоен звания Героя Советского Союза будучи командиром эскадрильи 17-го истребительного авиационного полка 205-й истребительной авиационной дивизии 4 февраля 1943 года. Золотая Звезда № 782.
- Рязанов Алексей Константинович, лётчик полка, Указом Президиума Верховного Совета СССР удостоен звания дважды Героя Советского Союза будучи командиром эскадрильи 4-го истребительного авиационного полка 287-й истребительной авиационной дивизии 4-й воздушной армии 24 августа 1943 года удостоен звания Герой Советского Союза. Золотая Звезда № 1143.

## Лётчики-асы полка
| Фамилия, имя отчество          | Награды | Сбито самолётов (+)  | Примечание                                                                                            |
| ------------------------------ | ------- | -------------------- | --- |
| Богатырёв Сергей Яковлевич     |         | 11 + 1               | |
| Новиков, Алексей Иванович      |         | 8 + 6 (+ 1 аэростат) | Боевых вылетов: 485; воздушных боёв: 87                                                               |
| Рязанов Алексей Константинович |         | 31 + 12              | Боевых вылетов: 509; воздушных боёв: 97                                                               |
| Шишкин Николай Иосифович       |         | 5 + 4                | Боевых вылетов: 157 (13.10.1943 г.). Пропал без вести 5 ноября 1943 г. Не вернулся с боевого задания. |

## Итоги боевой деятельности полка
Всего за годы Великой Отечественной войны полком:
| Выполнено боевых вылетов | Сбито самолётов противника | Потеряно самолётов, всего |
| ------------------------ | -------------------------- | ------------------------- |
| 1550                     | 28                         | 62                        |

## Самолёты на вооружении
| Период      | Самолёты |
| ----------- | -------- |
| 1940 — 1941 | И-16     |
| 1941 — 1941 | И-153    |
| 1941 — 1941 | МиГ-1    |
| 1941 — 1941 | ЛаГГ-3   |

## Базирование
| Период            | Аэродром                    |
| ----------------- | --------------------------- |
| 1940 — 22.06.1941 | Овруч (Житомирская область) |